# Linda & Beau op Zondag
Linda & Beau op Zondag was een praatprogramma op de zondagavond die te zien was in 2005 op televisiezender Talpa. Het programma werd gepresenteerd door Linda de Mol en Beau van Erven Dorens.
In dit programma werd onder andere een parodie op Barbie en Ken gedaan en spraken ze over enkele klachten van de kijkers.
In het begin werd er van dit zondagavondprogramma veel verwacht maar de kijkcijfers vielen erg tegen. Van dit programma is daarom ook maar 1 seizoen uitgezonden, daarna werd het stopgezet.